# Жълтоуха водна змия
Жълтоухата водна змия (Natrix natrix), наричана също обикновена водна змия, е вид змия от семейство Смокообразни (Colubridae), разпространена в голяма част от Евразия и Северозападна Африка.

## Разпространение и местообитание
Жълтоухата змия е разпространена в Европа до Англия и Южна Скандинавия на север и в Северозападна Африка. В Азия се среща от Северозападна Монголия, Източен Сибир и Северен Китай до Югозападен Иран и Турция. По цялата територия на България са разпространени подвидовете N. n. natrix и N. n. persa, като първият преобладава в районите с надморска височина над 300 м, а вторият – в низините.
Среща се в близост до сладководни водоеми. Тя е отличен плувец и може да остане под вода за повече от половин час.

## Описание
Тази змия обикновено е тъмнозелена, кафява или сива на цвят с характерни жълти петна зад главата, откъдето идва и името ѝ. По-тъмните цветове са по-разпространени в по-студените региони, вероятно поради термичните предимства на тъмния цвят. Долната страна е белезникава с неправилни черни блокове. Достига на дължина до 140 см.
Жълтоухата змия не е отровна и при улавяне съска и хвърля главата си напред, без да отваря устата си, което върши работа при повечето от враговете ѝ. Ако това не помогне, отделя гъст и неприятно миришещ бял секрет от клоакалните жлези, като може едновременно с това да се преструва на мъртва, напълно отпускайки мускулите си. Отвратителната остра миризма на тази течност обезкуражава апетита на хищниците.
Рядко хапе при защита, като за хората ухапването не представлява никаква опасност..

## Хранене
Жълтоухата водна змия се храни почти изцяло със земноводни (особено жаби), по изключение с дребни бозайници, риба, а по някога и мравки. Поглъща единствено и само жива плячка. Активна е предимно през деня, макар че при топло време ловува и нощем.
Ако е държана в плен понякога повръща храната си.

## Размножаване
Снася в средата на лятото по 8 – 40 яйца, често в гниеща растителност, торища и други. Малките се излюпват след около 10 седмици и първоначално са дълги 11 – 18 cm.

## Подвидове
- N. n. cetti
- N. n. helvetica
- N. n. natrix
- N. n. persa
- N. n. schweizeri